# Yusuf al-Qaradawi
Yūsuf al-Qaraḍāwī (in arabo  يوسف القرضاوي‎?; Saft Turab, 9 settembre 1926 – Doha, 26 settembre 2022) è stato un teologo musulmano sunnita qatariota di origine egiziana.
Diresse il Consiglio europeo della fatwa e della ricerca e fu noto per il suo programma televisivo su Al-Jazeera, al-Sharīʿa wa l-ḥayāt ("Shari'a e vita") e su IslamOnline (un sito web che aiutò a fondare nel 1997), dove espresse le sue opinioni ed editti ("fatwā") basati nelle sue interpretazioni del Corano. Ha anche pubblicato più di 120 libri, tra cui The lawful and the prohibited in Islam e Islam: The Future Civilization. Ricevette otto premi internazionali per i suoi contributi sul pensiero islamico ed era considerato uno degli studiosi islamici più influenti viventi.
Al-Qaraḍāwī ha svolto a lungo un ruolo di rilievo nell'organizzazione politica egiziana dei Fratelli musulmani.
Da un lato, considerò che la democrazia fosse compatibile con l'Islam e auspicabile per i Paesi musulmani, ma, d'altro canto, sostenne che le leggi della Shari'a non devono essere emendate per conformarsi ai valori e agli standard umani che mutano.
Fu fermamente ostile al principio della separazione tra religione e politica, secondo la formula classica che l'Islam è "religione e mondanità" (dīn wa dunyā).

## Biografia
Al-Qaraḍāwī nacque nel settembre 1926 nel villaggio rurale di Saft Turab nel delta del Nilo, ora nel governatorato di Gharbia, in Egitto, da una famiglia povera di devoti contadini musulmani. Rimase orfano all'età di due anni, quando perse il padre. Dopo la morte del padre, fu allevato dalla madre e dallo zio. La famiglia lo spingeva ad aprire una merceria oppure a diventare falegname, ma lui preferì dedicarsi agli studi religiosi. Ha letto e memorizzato l'intero Corano prima dei dieci anni. Successivamente si iscrisse all'Istituto di Studi Religiosi di Tanta. Mentre era a Tanta, Al-Qaradawi incontrò per la prima volta Hassan al Banna, il fondatore dei Fratelli Musulmani, quando al Banna tenne una conferenza nella sua scuola. Al-Qaradawi ha scritto dell'impatto duraturo di questo incontro, descrivendo al Banna come "brillantemente irradiante, come se le sue parole fossero rivelazione o carboni ardenti dalla luce della profezia".
Fu imprigionato nel 1949, quando l'Egitto era sotto un regime monarchico con re Fārūq, e, dopo la pubblicazione di Il tiranno e lo studioso, venne nuovamente imprigionato per altre tre volte durante il mandato del presidente Gamal Abdul Nasser.
Dopo il diploma, passò agli studi di Teologia Islamica presso l'Università Al-Azhar del Cairo, dove si laureò nel 1953. Conseguì il diploma in lingua e letteratura araba nel 1958 presso l'Istituto Avanzato di Studi Arabi. Si iscrisse al corso di laurea presso il Dipartimento di Scienze del Corano e della Sunnah della Facoltà dei Fondamenti della Religione (Usul al-Din) e ottenne un master in studi coranici nel 1960. Nel 1962, fu inviato dall'Università Al-Azhar in Qatar per dirigere l'Istituto secondario di studi religiosi del Qatar e non ritornò in Egitto fino al rovesciamento del regime militare da parte della rivoluzione egiziana del 2011.
Ha lavorato presso il Ministero degli Affari Religiosi (Awqaf), è stato Decano del Dipartimento Islamico nelle Facoltà di Shari'a e della Educazione nel Qatar ed è stato direttore di vari Consigli Scientifici islamici di Atenei e istituzioni algerine.
Per molto tempo è stato membro dei Fratelli musulmani, ma ha rifiutato per due volte di assumerne il comando.
Qaraḍāwī è stato alla guida del Consiglio europeo della fatwa e della ricerca.
Il 6 luglio 2014 ha criticato duramente in un'intervista la pretesa di Abu Bakr al-Baghdadi, leader dello Stato Islamico, di dar vita a un califfato nei territori iracheni e siriani caduti sotto il controllo del suo movimento, dichiarandola "nulla" e "insignificante" (null and void)... "del tutto carente di realismo e legittimità".

### Morte
Nel pomeriggio del 26 settembre 2022, Qaradawi morì in Qatar all'età di 96 anni. Dopo un servizio funebre a cui parteciparono migliaia di persone tra cui il vice emiro del Qatar Abdullah bin Hamad bin Khalifa Al Thani e funzionari della moschea dell'Imam Mohammed bin Abdul Wahab, Qardawi fu sepolto nel cimitero di Mesaimeer a Doha.

## Opinioni

### Visioni religiose e settarie

#### Estremismo
Al-Qaradawi ha scritto sul pericolo dei gruppi estremisti dell'Islam, nella sua tesi sul tema "Il risveglio islamico tra rifiuto ed estremismo". Questa tesi discute il fenomeno dell'estremismo religioso tra i giovani musulmani. Discute le ragioni per cui i giovani musulmani possono ricorrere all'estremismo e sostiene che molte di queste ragioni sono dovute all'ipocrisia e alle autocontraddizioni dei musulmani più anziani. Ha consigliato che l’unico modo per correggere la situazione è che i musulmani più anziani riformino se stessi e le loro società secondo i reali insegnamenti dell’Islam.
Nel 2014, Qaradawi ha affermato che la dichiarazione di un califfato islamico da parte del militante Stato islamico dell'Iraq e della Siria (ISIS) viola la legge della sharia. Qaradawi ha affermato in un comunicato che la dichiarazione "è nulla ai sensi della sharia". Questa dichiarazione arriva dopo che il leader dell’Isis, Abu Bakr al-Baghdadi, ha invitato i musulmani con competenze militari, mediche e manageriali ad affluire nel suo stato pan-islamico appena dichiarato.

#### Sufismo
Al-Qaradawi era un appassionato sostenitore di quello che chiama "sufismo islamico", lodando come pii coloro che lo praticano.

#### Sciiti
Qaradawi ha accusato gli sciiti di aver invaso le società sunnite e ha criticato alcuni aspetti della dottrina sciita.  Li ha descritti come "eretici" e ha detto che i leader sunniti nella regione hanno espresso preoccupazione per una rinascita sciita.
Le dichiarazioni di Qaradawi sulla setta sciita dell'Islam hanno causato polemiche e indignazione tra i leader sciiti. I suoi commenti sono stati visti come una retorica anti-sciita che creava divisioni e legittimazione. Le reazioni alle sue dichiarazioni furono motivate politicamente con il rischio di portare a un conflitto settario.
La reazione iraniana nei confronti di Qaradawi è stata particolarmente intensa, con alcuni funzionari iraniani che si sono scusati per l'attacco personale dell'agenzia di stampa iraniana Mehr, in cui prima avevano descritto Qaradawi come "un portavoce della massoneria e dei rabbini internazionali".  Qaradawi sostiene di essere stato commosso dalle indicazioni di una crescente sciitizzazione in Egitto e dalla mancanza di consapevolezza da parte dei sunniti e dei loro ulama di tale pericolo.
Nel maggio 2013, al-Qaradawi ha attaccato verbalmente la setta alawita, che molti descrivono come una propaggine dell'Islam sciita e di cui è membro il presidente Bashar al-Assad, definendola "più infedele di cristiani ed ebrei" (أكفر من اليهود والنصارى).